# Amphoe Ban Mai Chaiyaphot
Amphoe Ban Mai Chaiyaphot (thailändisch อำเภอ บ้านใหม่ไชยพจน์) ist ein Landkreis (Amphoe – Verwaltungs-Distrikt) im Norden der Provinz Buri Ram. Die Provinz Buri Ram liegt in der Nordostregion von Thailand, dem so genannten Isan.

## Geographie
Benachbarte Distrikte (von Osten im Uhrzeigersinn): die Amphoe Phutthaisong der Provinz Buri Ram, die Amphoe Mueang Yang and Prathai in der Provinz Nakhon Ratchasima sowie Amphoe Nong Song Hong in der Provinz Khon Kaen.

## Geschichte
Ban Mai Chaiyaphot wurde am 1. April 1992 zunächst als Unterbezirk (King Amphoe) eingerichtet, indem fünf Tambon vom Amphoe Phutthaisong abgetrennt wurden.
Am 11. Oktober 1997 wurde er zum Amphoe heraufgestuft.

## Verwaltung

### Provinzverwaltung
Der Landkreis Ban Mai Chaiyaphot ist in fünf Tambon („Unterbezirke“ oder „Gemeinden“) eingeteilt, die sich weiter in 55 Muban („Dörfer“) unterteilen.
| Nr. | Name          | Thai     | Muban | Einw. |
| --- | ------------- | -------- | ----- | ----- |
| 1.  | Nong Waeng    | หนองแวง  | 15    | 8.356 |
| 2.  | Thonglang     | ทองหลาง  | 10    | 5.311 |
| 3.  | Daeng Yai     | แดงใหญ่   | 09    | 4.676 |
| 4.  | Ku Suan Taeng | กู่สวนแตง  | 12    | 3.977 |
| 5.  | Nong Yueang   | หนองเยือง | 09    | 4.745 |

### Lokalverwaltung
Es gibt eine Kommune mit „Kleinstadt“-Status (Thesaban Tambon) im Landkreis:
- Ban Mai Chaiyaphot (Thai: เทศบาลตำบลบ้านใหม่ไชยพจน์)

Außerdem gibt es fünf „Tambon-Verwaltungsorganisationen“ (องค์การบริหารส่วนตำบล – Tambon Administrative Organizations, TAO):
- Nong Waeng (Thai: องค์การบริหารส่วนตำบลหนองแวง)
- Thonglang (Thai: องค์การบริหารส่วนตำบลทองหลาง)
- Daeng Yai (Thai: องค์การบริหารส่วนตำบลแดงใหญ่)
- Ku Suan Taeng (Thai: องค์การบริหารส่วนตำบลกู่สวนแตง)
- Nong Yueang (Thai: องค์การบริหารส่วนตำบลหนองเยือง)